# Гречишкин, Дмитрий Владимирович
Дми́трий Влади́мирович Гречи́шкин (укр. Дмитро Володимирович Гречишкін; 22 сентября 1991, Северодонецк, Луганская область, Украина) — украинский футболист.

## Биография
Дмитрий родился 22 сентября 1991 года в городе Северодонецке Луганской области. Начал выступать в детско-юношеской футбольной лиге Украины за луганскую «Юность» в 2004 году. Затем четыре года провёл в донецком «Олимпике». Летом 2008 года перешёл в донецкий «Шахтёр».

### Клубная карьера
Проведя несколько матчей в ДЮФЛ за «Шахтёр» перешёл в дубль команды, который выступал в молодёжном первенстве Украины. В начале Гречишкин выходил на замену и постепенно стал основным игроком дубля. В сезоне 2008/09 вместе с «Шахтёром» впервые выиграл молодёжный чемпионат. В следующем сезоне 2009/10 «Шахтёр» стал серебряным призёром молодёжного первенства, уступив первое место львовским «Карпатам». За два с половиной года проведённые в дубле «Шахтёра» Дмитрий Гречишкин провёл 64 матча и забил 1 мяч.
После того как Валерий Яремченко, экс-тренер дубля «Шахтёра» возглавил мариупольский «Ильичёвец», Гречишкин перешёл в стан азовцев, вместе с группой игроков из дубля «Шахтёра». В Премьер-лиге Украины дебютировал 4 марта 2011 года в выездном матче против запорожского «Металлурга» (0:4), Гречишкин отыграл всю игру и получил жёлтую карточку в этом поединке. По итогам сезона 2010/11 «Ильичёвец» занял 14 место в чемпионате Украины и смог спастись от вылета в Первую лигу Украины. В последнем матче сезона против киевского «Динамо» (3:2), «Ильичёвец» по ходу матча проигрывая два мяча смог забить три гола и благодаря набранным трём очкам клуб остался в Премьер-лиге. По словам Яремченко: Гречишкин был лучшим в первом тайме матча.
5 февраля 2013 года подписал пятилетний контракт с «Шахтёром». Дебютировал за «Шахтёр» в матче 21 тура чемпионата Украины 2012/13 против одесского «Черноморца». 25 июля 2014 года на правах аренды перешёл в одесский «Черноморец». В июне 2015 года покинул одесский клуб в связи с окончанием срока действия контракта и на правах аренды перешёл в луганскую «Зарю».
В конце сентября 2018 года стал игроком клуба «Александрия», подписав контракт до 30 июня 2019 года.

### Карьера в сборной
С 2008 года по 2009 год выступал в юношеской сборной Украины до 19 лет и провёл 16 матчей.
В январе 2009 года был вызван Анатолием Бузником на Мемориал Валентина Гранаткина. Тогда Украина стала бронзовым призёром, в матче за 3 место команда обыграла Чили (3:1).
В рамках квалификации на юношеский чемпионат Европы 2010 Дмитрий Гречишкин сыграл 2 матча. Он сыграл против Грузии (1:0) и Швеции (1:0). В итоге Украина заняла 1 место и попала в следующий элитный квалификационный раунд.
В августе 2010 года Павел Яковенко вызвал Гречишкина в состав молодёжной сборной Украины до 21 года на Мемориал Валерия Лобановского. В полуфинальном матче Украина уступила Ирану (2:4), в матче за 3 место Украина смогла обыграть Турцию (2:1).
В 2013 году впервые вызван главным тренером украинцев Михаилом Фоменко и вышел на замену в дополнительное время в главной сборной страны в отборочном матче чемпионата мира 2014 против сборной Молдавии.

## Достижения
- Чемпион Украины: 2012/13
- Обладатель Суперкубка Украины: 2013
- Победитель молодёжного чемпионата Украины: 2008/09
- Серебряный призёр молодёжного чемпионата Украины: 2009/10